# Wąsosz Górny
Wąsosz Górny – wieś w Polsce położona w województwie śląskim, w powiecie kłobuckim, w gminie Popów.
W latach 1952–1954 miejscowość była siedzibą gminy Wąsosz Górny. W latach 1975–1998 miejscowość administracyjnie należała do województwa częstochowskiego.
Przez wieś przebiega turystyczny  Zielony Szlak Kłobucki.
Do 2007 w Wąsoszu znajdował się najdłuższy drewniany most w Polsce, o długości 184 m. We wsi znajduje się zabytkowy kościół parafialny oraz Kalwaria Wąsoska.

## Historia
Zakole Warty okalające Wąsosz i wyrastające na jego lewym brzegu wzgórze było siedzibą ludzką od najdawniejszych czasów. Znalezione tu podczas badań archeologicznych, prowadzonych w latach 60. XX wieku, grodzisko świadczy, że ziemie te zamieszkiwała ludność przez wiele setek a nawet tysięcy lat. Na wzgórzu w pobliżu dzisiejszej Golgoty Wąsoskiej odnaleziono szczątki zabudowy mieszkalnej i naczyń obejmujących praktycznie wszystkie epoki historyczne.
Pierwsze udokumentowane wiadomości z 1136 roku mówią, że tereny Wąsosza wchodziły w skład arcybiskupstwa gnieźnieńskiego. Kroniki informują, że Wąsosz był niegdyś miasteczkiem z niewielkim zamkiem obronnym, a jego mieszkańcy trudnili się garncarstwem.
Vansosche wieś z dawna królewska wchodziła w skład starostwa brzeźnickiego. W 1564 roku osada w województwie sieradzkim miała łanów 12 czynszowych – karczmarze mieli 1,5 łana, zdun na półłanku, młyn na Warcie, młynek na strudze Trzebce. Dochód 101 fl 24 grosze 13 den.
Według lustracji dóbr królewskich z 1632 roku w Wąsoszu było 6 kmieci, którzy gospodarzyli na 6 łanach ziemi. We wsi było też 6 wolnych kmieci (3 łany ziemi), 6 wolnych ogrodników, którzy płacili 30 florenów czynszu oraz 3 karczmarzy. Młyn na krzepickiej rzece dzierżawił młynarz. Wójtostwo wąsoskie dzierżyli na podstawie przywileju królewskiego z 1607 Adriano Wolski et Barbarae de Noskow.
W 1658 roku wieś nadana została klasztorowi częstochowskiemu w nagrodę za skuteczną obronę przed Szwedami. Kościół parafialny pod wezwaniem św. Andrzeja Apostoła istniał już zapewne w XIV wieku. Akta gnieźnieńskie nazywają go ,,starym” w roku 1460. Parafia powołana był pod patronatem królewskim. Pleban miał szczupłe uposażenie – stanowiła je karczma z rolą, dająca na początku XVI wieku w czynszu grzywnę bez dwóch groszy i jeden zagrodnik płacący fertony. Łąki kościelne nad Wartą zarosłe były krzakami. Dziesięcinę pieniężną, po 6 groszy z łanu płacili kmiecie z Wąsosza proboszczowi wieluńskiemu, swemu zaś plebanowi meszne po 3 korce żyta, tyleż owsa. Łany sołtysie dawały dziesięcinę plebanowi. Obecny kościół murowany stanął w roku 1848 kosztem parafian.
W XIX wieku Wąsosz kolonia, pustkowie i folwark należały do administracyjnie do gminy Popów, w powiecie częstochowskim. Wieś miała kościół murowany, szkołę początkową, 65 domów, 475 mieszkańców, 1388 morg włościańskich, 502 morgi folwarczne. Na obszarze Wąsosza powstała Nowa Wieś Wąsoska, mająca 33 domy 230 mieszkańców i 1361 mórg (582 morgi roli). W 1827 roku było w Wąsoszu 49 domów i 483 mieszkańców. Przy wsi istniała huta żelaza produkująca około 1000 cetnarów stali rocznie.
23 kwietnia 1863 roku podczas powstania styczniowego pod wsią została stoczona potyczka zwana bitwą pod Wąsoszem między powstańcami majora Aleksandra Lütticha, a wojskami rosyjskimi. Po stronie polskiej walczyło 200 piechurów, pluton kosynierów, 30 kawalerzystów. Po stronie rosyjskiej 2 kompanie piechoty (ok. 400 żołnierzy) i 50 kozaków.

## Kościół i kalwaria
Zasugerowano, aby ta sekcja została przeniesiona do artykułu.

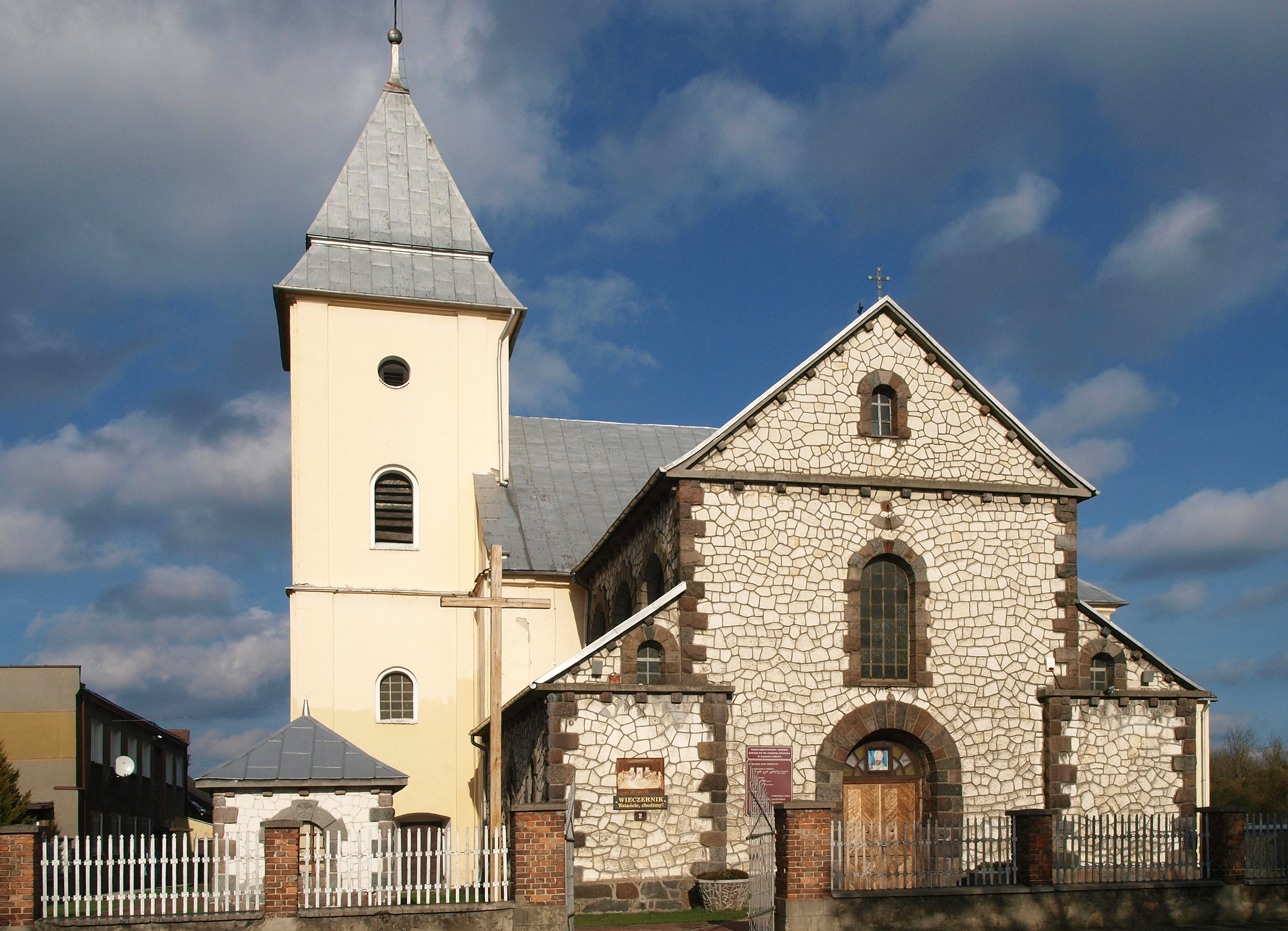
Kościół w Wąsoszu

Początki istnienia parafii w Wąsoszu szacuje się na około XIV wiek. Był to wówczas kościół drewniany pod wezwaniem św. Andrzeja Apostoła. W 1658 roku własność dotychczas królewską, należącą do powiatu brzeźnickiego, otrzymuje w uznaniu zasług wojennych i na utrzymanie twierdzy jasnogórskiej zakon paulinów z Częstochowy. Wiadomo, że w 1732 roku drewniany kościółek uległ przebudowie, a w 1734 roku konsekrował go biskup inflancki, Konstanty Moszyński. Kościół służył parafianom niespełna sto lat. W 1826 roku właściciel wsi Antoni Walewski rozebrał starą świątynię i ufundował nową. Zaledwie 15 lat później, w 1841 roku doszło do tragicznego pożaru, który strawił kościół. Świątynia została odbudowana staraniem proboszcza ks. Wawrzyńca Brzezińskiego w 1848 roku. Konsekruje ją biskup włocławski Jan Michał Marszewski.
Parafia rozrastała się, przybywało wiernych. Tuż przed wybuchem II wojny światowej, w 1937 roku proboszcz ks. Wincenty Spirra do istniejącego kościoła zorientowanego z zachodu na wschód dobudowuje krzyżującą się nawę skierowaną ku północy. W nowej nawie głównej miejsce znalazł wizerunek Matki Bożej z dzieciątkiem datowany na 1693 rok. Przebudowany kościół poświęca biskup częstochowski Teodor Kubina. Obraz matki Boskiej kochającej (Eleusis) słynie wśród miejscowej ludności wieloma łaskami i jest miejscem niecodziennego obrządku małżeńskiego, podczas którego nowo zaślubiona para ściąga buty i boso idzie złożyć jej pokłon.
Po raz kolejny kościół zostaje odnowiony po wojnie staraniem ks. Franciszka Bara i po raz trzeci w historii parafii konsekruje go w 1961 roku biskup częstochowski Stefan Bareła.
Świątynia posiada cztery ołtarze barokowe z XIX wieku i tabernakulum z tego samego okresu. Do cenniejszych zabytków należy monstrancja z 1718 roku, mszał z 1642 roku i księgi teologiczne z XVI–XVIII wieku.
W ostatnim roku podczas sondażowych prac archeologicznych w tzw. starym ogrodzie proboskim natrafiono na szczątki ludzkie datowane na XVI–XVII wiek. Jak oceniono, jest to prawdopodobnie, pozostałość po przykościelnym cmentarzu parafialnym z tego okresu.

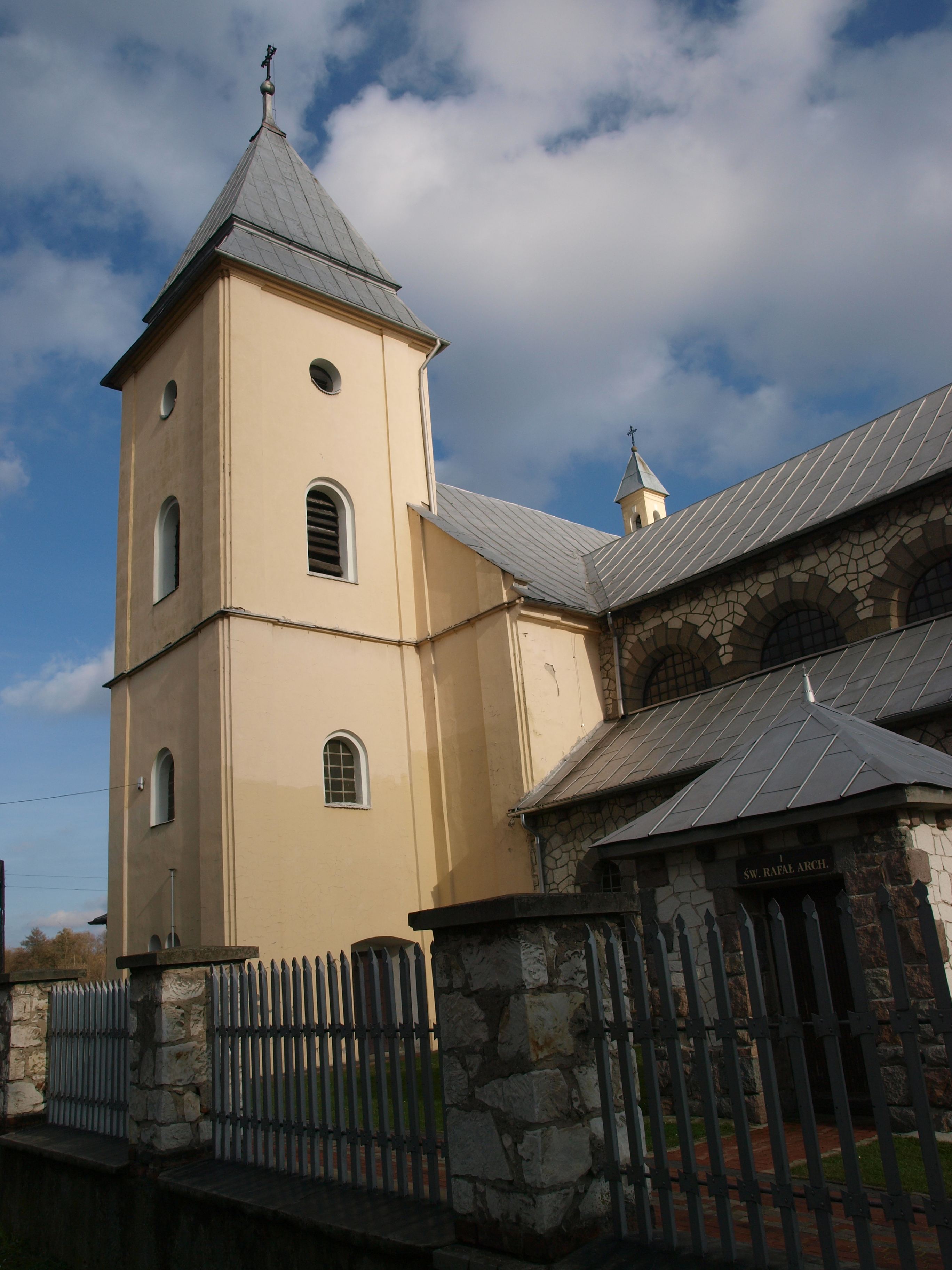
Wąsosz-wieża kościelna

Kaplice Kalwarii Wąsoskiej, które zostały objęte opieką przez poszczególne wsie parafii:
- (15) "U Piłata" – Nowa Wieś
- (16) "Włożenie krzyża" – Więcki (Feliksów)
- (18) "Spotkanie z Matką" – Wąsosz Dolny
- (19) "Szymon Cyrenejczyk" – Wąsosz Górny
- (20) "Weronika" – Wąsosz Parcela
- (21) "Drugi Upadek" – Annolesie
- (22) "Niewiasty płaczące" – Trzebca
- (23) "Trzeci upadek" – Płaczki
- (24, 25) "Obnażenie" oraz "Pan Jezus Frasobliwy" – Lelity
- (26) "Przybicie do krzyża" – Antonie
- (28) "Golgota" – Marianów
- (29) "Zdjęcie z krzyża" – Kule
- (30) "Grób Pana Jezusa" – Brzózki
- (31) "Kaplica zmartwychwstania" – Wąsosz Południowy